# محمدمهدی ناصح
محمدمهدی ناصح (۱۳۱۸ – ۱۹ اسفند ۱۴۰۰) پژوهشگر ادبیات فارسی و مصحح ایرانی و استاد بازنشستهٔ دانشگاه فردوسی مشهد بود.
او برای تصحیح کتاب روض الجنان و روح الجنان فی تفسیر القرآن به‌همراه محمدجعفر یاحقی برگزیدهٔ کتاب سال ایران شد.

## آثار
- راهنمای نگارش و ویرایش، انتشارات آستان قدس رضوی، چاپ اوّل، سال ۱۳۶۴، با همکاری محمدجعفر یاحقی. (چاپ ۳۳، تاریخ نشر ۱۳۹۸).
- تصحیح روض‌الجنان و روح‌الجنان، انتشارات بنیاد پژوهشهای اسلامی آستان قدس رضوی
- شعر دلبر: دوبیتی‌های عامیانه بیرجندی، انتشارات محقق، مشهد، سال ۱۳۷۳
- شعر نگار: دوبیتی‌های عامیانه بیرجندی، انتشارات محقق، مشهد، سال ۱۳۷۷
- شعر غم، انتشارات مرکز خراسان‌شناسی، مشهد سال ۱۳۷۹
- گزیدهٔ مرصادالعباد، انتشارات جامی، تهران سال ۱۳۷۳
- گنج شایگان: معرفی پاسداران زبان فارسی در شبه قاره هند و پاکستان، انتشارات شورای گسترش زبان و ادبیات فارسی، تهران سال ۱۳۷۴